# Vladislavci
Vladislavci (mađarski: Laczhaza) su naselje i općina u Hrvatskoj. Nalazi se u Osječko-baranjskoj županiji.

## Zemljopis
Naselje se nalazi na županijskoj cesti ŽC 4109 i željezničkoj pruzi Osijek - Vrpolje, te jugozapadno 18 km od grada Osijeka.

## Povijest
Vladislavci su u prošlosti bili naseljeni većinom Mađarima tako da su prema popisu stanovništva iz 1910. godine imali 791 stanovnika od čega 624 Mađara.

## Stanovništvo
Općina Vladislavci po popisu stanovništva 2021. ima ukupno 1.647 stanovnika u tri naselja.
- Dopsin - 406 stanovnika
- Hrastin - 258 stanovnika
- Vladislavci - 983 stanovnika

| broj stanovnika | 1582  | 1935  | 1539  | 1976  | 1982  | 2294  | 2120  | 2323  | 2289  | 2327  | 2602  | 2468  | 2409  | 2360  | 2124  | 1882  | 1552  |
|                 | 1857. | 1869. | 1880. | 1890. | 1900. | 1910. | 1921. | 1931. | 1948. | 1953. | 1961. | 1971. | 1981. | 1991. | 2001. | 2011. | 2021. |

| broj stanovnika | 333   | 454   | 413   | 616   | 579   | 734   | 683   | 761   | 700   | 864   | 969   | 1140  | 1265  | 1318  | 1239  | 1073  | 919   |
|                 | 1857. | 1869. | 1880. | 1890. | 1900. | 1910. | 1921. | 1931. | 1948. | 1953. | 1961. | 1971. | 1981. | 1991. | 2001. | 2011. | 2021. |

Nastala iz stare općine Osijek. Od 1857. do 1961. sadrži dio podataka za općinu Vuka.

## Poznate osobe
- Marjan Tomas, hrv. nogometni sudac

## Spomenici i znamenitosti
- Spomenik poginulim braniteljima Domovinskog rata
- Spomenik Sándor Petőfi

## Obrazovanje
- Osnovna škola "Mate Lovraka"

## Kultura
- KUD "Dukat" Vladislavci

## Šport
- NK LIV 1949 Vladislavci
- Športsko ribolovna udruga "Slavonski vretenac" Vladislavci

## Ostalo
- Dobrovoljno vatrogasno društvo Vladislavci
- Centar tehničke kulture Vladislavci
- Lovačko društvo "Kobac" Vladislavci
- Udruga umirovljenika općine Vladislavci

## Vanjske poveznice
- Vladislavci  Arhivirana inačica izvorne stranice od 13. kolovoza 2020. (Wayback Machine)